# Тимонькино
Тимо́нькино — село в Чкаловском районе Нижегородской области на берегу реки Юг, входит в состав Вершиловского сельсовета.

## Население
| 2002 | 2010 |
| ---- | ---- |
| 24   | ↘22  |

## Церковь Воздвижения Креста Господня в Тимонькино
Первая деревянная церковь была в селе к 1747.
В 1814 году на её месте построена каменная в трёхпрестольная церковь в стиле классицизма. Приделы Апостолов Петра и Павла, Введения во храм Пресвятой Богородицы.
В 1890 году была обнесена каменной оградой.
В 1935 году закрыта, в здании расположился сельский клуб.
В 1970-е разрушены колокольня и частично стены церкви. По состоянию на 2020 год — в руинах.